# Ацератерии
Ацератериите (Aceratherium) (от старогръцки „безрог звяр“) са изчезнал род тревопасни носорози, типични представители на хипарионовата фауна живели в Европа и Азия.

## Видове
- †Aceratherium acutum
- †Aceratherium incisivum

## Описание
Ацератериите включват сравнително дребни представители. Отделните членове достигат дължина на тялото около 230 cm и височина при холката от 100 до 120 cm. По този начин големината на тялото наподобява на тази при Суматранския носорог, най-малкият съвременен вид носорог. Теглото им е било около и над 1 тон. Представителите се характеризират със слаба и недотам развита физика.
Черепът е с дължина около 47 – 58 cm, тесен и висок. Тилът е с правоъгълна форма и къс. Носът е прав и къс с характерна грапава повърхност на върха, върху който е стоял много малък рог. Предната линия на главата е леко изпъкнала в областта на очите. Зъбната формула е {\displaystyle {\tfrac {1.0.4.3}{2.0.4.3}}}